# Vithuvad trast
Vithuvad trast (Turdus pritzbueri) är en fågel i familjen trastar inom ordningen tättingar.

## Utseende och läte
Vithuvad trast är en distinkt tecknad mörk trast med som namnet avslöjar vitt huvud. Näbb och ögonring är orangefärgade, liksom ben och fötter. Bland lätena hörs hårda "tjuppande" ljud, som ofta avges i plötsliga serier. 

## Utbredning och systematik
Fågeln delas in i två underarter med följande utbredning:
- Turdus pritzbueri albifrons – Erromango (Vanuatu)
- Turdus pritzbueri pritzbueri – Tanna i södra Vanuatu samt på ön Lifou i Lojalitetsöarna där den förmodligen är utdöd; bestånd på Futuna tros också tillhöra denna underart

Tidigare inkluderades vithuvad trast i ötrasten (Turdus poliocephalus), men denna har efter studier delats upp i ett antal arter, bland annat vithuvad trast.

## Levnadssätt
Vithuvad trast är huvudsakligen begränsad till högre nivåer på öarna där den förekommer, även om den på Lifou tidigare hittades nära havsnivån. Arten är dåligt känd och sällan sedd. Den födosöker på alla nivåer i skogen, även på marken.

## Status
IUCN erkänner den inte som art, varför dess hotstatus inte bedömts.